# Présidence néerlandaise du Conseil de l'Union européenne en 2004
Présidence irlandaise du Conseil de l'Union européenne en 2004 Présidence luxembourgeoise du Conseil de l'Union européenne en 2005
La présidence néerlandaise du Conseil de l'Union européenne en 2005 désigne la onzième présidence du Conseil de l'Union européenne effectuée par les Pays-Bas depuis l'instauration de cette présidence en 1958.
Elle fait suite à la présidence irlandaise de 2004 et précède la présidence luxembourgeoise du premier semestre 2005.

## Programme

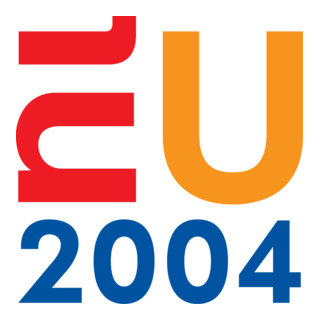